# شری هیوسون
شری لین هاچینسون (زاده ۱۷ سپتامبر ۱۹۵۰)، که به‌طور حرفه ای با نام شری هیوسون شناخته می‌شود، بازیگر، شخصیت تلویزیونی و رمان‌نویس انگلیسی است. او برای نقش‌های مورین هولدزورث در خیابان تاج گذاری (۱۹۹۳–۱۹۹۷، ۲۰۰۶)، ویرجینیا ریون در چهارراه (۲۰۰۱–۲۰۰۳)، لسلی مردیت در امردیل (۲۰۰۴–۲۰۰۶) و جویس تمپل-سویج در بنیدورم (۲۰۱۱) شناخته شده است).
هیوسون در Beeston، در ناتینگهام به دنیا آمد پدرش رونالد خواننده و مادرش جوی مدل بود. هیوسون در سه سالگی شروع به حضور در مدرسه رقص محلی و نمایشنامه کرد.

## فیلم‌شناسی

### فیلم
| سال  | عنوان                           | نقش     | یادداشت  |
| ---- | ------------------------------- | ------- | -------- |
| ۱۹۷۵ | ادامه در پشت                    | کارول   | نقش مکمل |
| ۱۹۷۶ | دمپایی و گل سرخ: داستان سیندرلا | پالاتین | نقش مکمل |
| ۱۹۷۹ | خیابان هانوفر                   | فیلیس   | نقش مکمل |

### تلویزیون
| سال             | عنوان                        | نقش                      | یادداشت‌ها                           |
| --------------- | ---------------------------- | ------------------------ | ----------------------------------- |
| ۱۹۷۱            | ماشین‌های Z                   | تینا ویلیامز             | قسمت‌ها: پایان بزرگ: قسمت ۱ و ۲"     |
| ۱۹۷۱            | بازی بی‌بی‌سی ماه              | خادم آنا                 | قسمت: "راسپوتن"                     |
| ۱۹۷۲            | سنگ ماه                      | خیریه ای                 | سری اول: قسمت اول                   |
| ۱۹۷۲            | تئاتر سی دقیقه ای            | کریستین                  | قسمت: "رونی تو معرض خیلی طول کشیده" |
| ۱۹۷۳            | ماشین‌های Z                   | سوزان راولینگز           | قسمت: "مشتبه"                       |
| ۱۹۷۵            | مردم چرچلی                   | دختره                    | قسمت: "پادشاه آلفرد"                |
| ۱۹۷۵            | در داخل این دیوارها          | لین هیز                  | قسمت: "احتجاج"                      |
| ۱۹۷۵            | ادامه دهید خنده کنید         | پرستار "میلی چایز"       | قسمت: "موضوع "چنگ‌های فریاد"         |
| ۱۹۷۵            | ادامه دهید خنده کنید         | ویرجینیا                 | قسمت: "و در اتاق بانوی من"          |
| ۱۹۷۵            | ادامه دهید خنده کنید         | ایرما کلین               | قسمت: "موضوع طوطی سرفه"             |
| ۱۹۷۵            | ادامه دهید خنده کنید         | ویرجینیا                 | قسمت: "کسی به آشپزخانه نیاز داره؟"  |
| ۱۹۷۷            | عشق به لیدیا                 | نانسی هولند              | ۱۱ قسمت                             |
| ۱۹۷۸            | تلویزیون ITV Playhouse       | لیز                      | قسمت: "چهارصد هفته"                 |
| ۱۹۷۸            | ماشین‌های Z                   | تیلما رابرتز             | قسمت: "کولی در موقع"                |
| ۱۹۷۸            | امروز بازی کنید              | ماه مه                   | قسمت: "ککک‌ها شمار نمی‌کنند"          |
| ۱۹۷۹            | پسر من، پسر من               | نلی مسکرپ                | دو قسمت                             |
| ۱۹۷۹–۱۹۸۰       | در خاطرهٔ عاشقانه             | دورین نسبیت              | دو قسمت                             |
| ۱۹۸۰            | امروز بازی کنید              | کیت                      | قسمت: "کیت همسایه خوب"              |
| ۱۹۸۰            | "مردان شن"                   | بتی گالتورپ              | قسمت: "کبهی ما هم می‌خریم کثیف"      |
| ۱۹۸۰            | فلک کردن                     | لتی                      | ۴ قسمت                              |
| ۱۹۸۰            | کم‌تر                         | زیتون                    | قسمت: "پایز مدرسهٔ قدیمی"            |
| ۱۹۸۰            | جولیت براو                   | روزمارینا کوپ            | قسمت: "اسکار"                       |
| ۱۹۸۱            | قهرمانان "تونک"              | پریسلا                   | قسمت: "این فقط باور کردن"           |
| ۱۹۸۱            | BBC2 Playhouse               | مارجوری گرفیلد           | قسمت: "خیرخیر خانم رادکلف"          |
| ۱۹۸۱            | وینستون چرچیل: سال‌های بیابان | خانم "پیرمن"             | ۵ قسمت                              |
| ۱۹۸۲            | لمس مهربانی                  | استف                     | قسمت: "زرد بازی"                    |
| ۱۹۸۲–۱۹۸۴       | خانه دیوانه شنبه روس آبت     | انواع مختلف              | ۱۶ قسمت                             |
| ۱۹۸۴            | پر شدن رؤیاها                | افسر مسکن                | سری اول: قسمت سوم                   |
| ۱۹۸۴–۱۹۸۶       | در خاطرهٔ عاشقانه             | ماری هنشو                | ۸ قسمت                              |
| ۱۹۸۴            | درامارا                      | نوری                     | قسمت: "آزمون مرغ"                   |
| ۱۹۸۵            | خانه کامل                    | فلیس                     | قسمت: "بیبی گفتار"                  |
| ۱۹۸۶            | همه در شماره ۲۰              | خانم ملچت                | قسمت: "همه در شماره ۲۰"             |
| ۱۹۸۷            | هرگز توین                    | دورین میلر               | قسمت: "معرکه در دِوِرو دِل"            |
| ۱۹۸۷–۱۹۸۸       | خونه "جیمز"!                 | پاولا                    | ۱۲ قسمت                             |
| ۱۹۸۷            | خانه به روست                 | سینتیا                   | قسمت: "روابط خانوادگی"              |
| ۱۹۸۷–۱۹۸۸       | نمایش کوچک و بزرگ            | انواع مختلف              | دو قسمت                             |
| ۱۹۸۸            | و هنوز هم چیز دیگه ای هست    | انواع مختلف              | سری ۴: قسمت اول                     |
| ۱۹۸۸–۱۹۹۱       | نمایشگاه رابات روس           | انواع مختلف              | ۳۹ قسمت                             |
| ۱۹۹۱            | "لاودژ"                      | لیلی گربر                | قسمت: "مروارید لیلی"                |
| ۱۹۹۱            | نمایش خنده لوس دنیس          | انواع مختلف              | دو قسمت                             |
| ۱۹۹۲            | قانون                        | آنی موور                 | قسمت: "خدمات شفاهی"                 |
| ۱۹۹۲            | هگارد                        | هنریتا مشام              | قسمت: "بائو هاگارد"                 |
| ۱۹۹۳–۱۹۹۷, ۲۰۰۶ | خیابان تاجگذاری              | مورین وبرستر             | نقش منظم: ۴۰۱ قسمت                  |
| ۱۹۹۵            | اوه، دکتر بیچینگ!            | ماین اسکینر              | قسمت: "پیلوت"                       |
| ۱۹۹۹–۲۰۰۳       | باربارا                      | ژان نسبیت                | نقش اصلی؛ ۲۱ قسمت                   |
| ۲۰۰۱–۲۰۰۳       | کراس روتر                    | ویرجینیا راون            | تمام قسمت‌ها                         |
| ۲۰۰۳–۲۰۱۶, ۲۰۱۷ | زنان آزاد                    | عضو مجلس، عضو مجلس مهمان | سری ۴ تا ۲۰                         |
| ۲۰۰۴            | دادگاه                       | مورین اسمیت              | قسمت: "دو بار گاز گرفته شده"        |
| ۲۰۰۴–۲۰۰۶       | امردایل                      | لسی مریدیت               | نقش منظم؛ ۱۰۸ قسمت                  |
| ۲۰۱۲–۲۰۱۸       | بنیدورم                      | جویس مندل-ساوج           | نقش منظم؛ ۴۴ قسمت                   |
| ۲۰۱۶            | آیا خدمت می‌کنید؟             | خانم سلوکومب             | ویژهٔ یک بار                         |
| ۲۰۲۲            | قتل، آنها امیدوارند          | پاتریشا                  | قسمت: "کافه شب تابستان"             |
| سال ۲۰۲۴-حاضر   | هولویک                       | مارتا بلیک               | نقش منظم                            |